# Magenta Sport
Magenta Sport (bis 2019 „Telekom Sport“) ist ein Pay-TV-Angebot der Deutschen Telekom für verschiedene deutsche und internationale Sportligen aus den Bereichen Basketball, Fußball und Eishockey. Das Angebot startete 2014 unter dem Namen Telekom Basketball, als die Telekom mehrjährige Übertragungsrechte für die Spiele der deutschen Basketball-Bundesliga erwarb. Die Spiele können live oder on Demand über MagentaTV oder im Browser bzw. App auf Tablet oder Smartphone verfolgt werden.

## Geschichte
Die Deutsche Telekom erwarb zur Saison 2014/15 sämtliche nationalen und internationalen audiovisuellen Verwertungsrechte an der Basketball-Bundesliga bis einschließlich der Saison 2017/18. Zuvor war die Telekom bereits als Sponsor der Telekom Baskets Bonn lange Zeit im deutschen Basketball präsent. In der ersten Saison hatte Telekom Basketball über 80.000 Abonnenten, insgesamt wurden 4,1 Millionen Zuschauer erreicht.
Seit der Saison 2015/16 werden auf Telekom Basketball alle EuroLeague-Spiele mit deutscher Beteiligung sowie das Final Four der EuroLeague übertragen. Außerdem wurden Übertragungsrechte für Sonntagsspiele der NBA für die Spielzeiten 2015/16 und 2016/17 erworben (pro Saison 45 Live-Spiele). Des Weiteren wurde das Online-Portal Telekombasketball.de ausgebaut. Dort finden sich neben den Videos nun auch Vorberichte, Analysen und Kolumnen. Zudem wird über die EuroLeague, den EuroCup, die NBA und deutsche Spieler im Ausland berichtet. Als neuer Experte für das Redaktionsteam konnte der ehemalige Nationalspieler Henrik Rödl gewonnen werden. Im zweiten Jahr verfolgten knapp sechs Millionen Zuschauer auf Telekom Basketball die insgesamt 339 Begegnungen der Basketball-Bundesliga 2015/16.
Zur Saison 2016/17 wurde das Angebot um die Übertragung der Spiele der Deutschen Eishockey Liga erweitert (Telekom Eishockey). Bei Telekom Basketball wurden in der Saison 2016/17 außer den EuroLeague-Spielen mit dem deutschen Meister Brose Bamberg auch die EuroCup-Partien mit deutscher Beteiligung gezeigt.
Zur Saison 2017/18 wurde das Angebot erweitert und in Telekom Sport umbenannt. Neu hinzugekommen sind u. a. die 3. Fußball-Liga der Herren und die Frauen-Bundesliga. Basketballspiele aus der NBA werden nicht mehr übertragen. Dafür zeigt Telekom Sport die Partien der deutschen Basketballnationalmannschaft.
Im Januar 2019 wurde das Angebot in „Magenta Sport“ umbenannt.

## Programm

### Basketball

#### Format
Die Berichterstattung beginnt in der Regel 15 Minuten vor Spielbeginn. In dieser Zeit werden wichtige Spieler ("Key Player") vorgestellt und Interviews mit den Trainern gezeigt. In der Halbzeitpause werden häufig Zusammenfassungen anderer Spiele der vergangenen Tage ("Game Report") oder die aktuelle Top-10 der Woche gezeigt. Nach dem Spiel wird je ein Spieler der beteiligten Mannschaften interviewt.
Begegnungen der Basketball-Bundesliga und Heimspiele der deutschen Mannschaften im EuroCup werden vor Ort meist von einer Person kommentiert und moderiert. Bei Spitzenspielen und Heimspielen in der EuroLeague sind je ein Moderator und ein Kommentator bzw. alternativ ein Experte, z. B. ehemaliger Spieler oder Trainer, vor Ort. Teilweise wird die Vorberichterstattung auf 30 Minuten ausgeweitet. Auswärtsspiele in den europäischen Wettbewerben werden nicht vor Ort kommentiert, sondern im Studio. Seit der Saison 2023/24 überträgt Dyn die Spiele der Basketball-Bundesliga.

#### Produktion
Von 2014 bis 2016 war U.COM Media aus Düsseldorf als Produktions-Dienstleister für die Live-Produktionen der Bundesligaspiele zuständig. Die Spiele wurden mit mindestens vier und bis zu sechs Kameras gefilmt. 2016 übernahm thinXpool TV aus Holzkirchen die Produktion, die das Format bereits seit 2014 redaktionell betreut hatte.

#### Design (UX, UI, Produkt)
Die Tållbeard GmbH aus Berlin ist seit 2015 ist für das Produkt- und UX-Design und Nutzerforschung der responsiven Webseite sowie der iOS- und Android-Apps auf Tablet und Smartphone zuständig, außerdem für die Big Screen UX Supervision.

#### Podcast
Seit 2015 gibt es mit Abteilung Basketball einen Podcast, den Michael Körner bis 2017 mit Frank Buschmann und ab 2017 mit Alexander Dechant moderiert.

### Eishockey

#### Programm
Auf sieben Sendern werden alle Spiele der Deutschen Eishockey Liga sowie die Spiele der deutschen Eishockeynationalmannschaft übertragen.

### Fußball

#### Programm
Auf sieben Sendern werden alle Spiele der 3. Liga übertragen. Von der Frauen-Bundesliga waren zunächst nur ausgewählte Top-Spiele zu sehen, seit der Saison 2021/22 werden allerdings alle Spiele live übertragen.

### Kommentatoren und Moderatoren
- Adrian van der Groeben (Eishockey)
- Alexander Frisch (Basketball)
- Alexander Klich (Fußball)
- Alexander Kunz (Fußball, Eishockey)
- Alexander Küpper (Fußball)
- Andreas Mann (Fußball)
- Anett Sattler (Fußball, Basketball)
- Antonia Engelhardt (Fußball)
- Arne Malsch (Fußball, Basketball, Eishockey)
- Basti Schwele (Fußball, Eishockey)
- Benni Zander (Fußball, Basketball)
- Cedric Pick (Fußball)
- Chris Schmidt (Basketball)
- Christian Straßburger (Fußball)
- Christina Rann (Fußball)
- Christoph Fetzer (Eishockey)
- Christoph Stadtler (Basketball, Eishockey)
- Constantin Eckner (Eishockey)
- Daniel Pinschower (Basketball)
- Daniel Wimmer (Eishockey)
- Dennis Schulz (Eishockey)
- Edgar Mielke (Fußball)
- Florian Pertsch (Basketball)
- Franz Büchner (Fußball, Eishockey)
- Freddie Schulz (Basketball)
- Gari Paubandt (Fußball)
- Hans Finger (Basketball, Eishockey)
- Holger Sauer (Basketball)
- Holger Speckhahn (Fußball, Basketball, Eishockey)
- Jakob Lobach (Basketball)
- Jan Lüdeke (Basketball, Eishockey)
- Jan Platte (Fußball)
- Julian Engelhard (Fußball)
- Jörg Dierkes (Basketball)
- Kamila Benschop (Fußball)
- Kevin Gerwin (Fußball, Basketball)
- Konstantin Klostermann (Fußball, Eishockey)
- Lenny Leonhardt (Fußball)
- Lukas Schönmüller (Basketball)
- Malik Arrendell (Basketball)
- Mario Bast (Fußball)
- Markus Herwig (Fußball, Basketball)
- Markus Höhner (Fußball)
- Markus Krawinkel (Basketball)
- Martin Hahn (Fußball)
- Martin Piller (Fußball)
- Max Giesen (Eishockey)
- Michael Augustin (Fußball)
- Michael Körner (Basketball)
- Michael Seyberth (Fußball)
- Miriam Sinno (Fußball)
- Mike Münkel (Fußball, Eishockey)
- Mirko Heintz (Eishockey)
- Oliver Forster (Fußball)
- Oskar Heirler (Fußball)
- Patrick Bernecker (Eishockey)
- Patrick Ehelechner (Eishockey)
- Patrick Pöhler (Eishockey)
- Philip Konrad (Fußball)
- Sascha Bandermann (Fußball, Basketball, Eishockey)
- Sebastian Ulrich (Fußball, Basketball)
- Simon Köpfer (Fußball)
- Stefan Fuckert (Fußball)
- Stefanie Blochwitz (Fußball, Basketball)
- Stefan Koch (Basketball)
- Thomas Wagner (Fußball)
- Tim Hauck (Eishockey)
- Tobias Schäfer (Fußball)
- Tobias Wahnschaffe (Fußball)

### Magenta Sport mit Sky Sport Kompakt

Sky Sport Kompakt Logo

Die Zubuchoption Sky Sport Kompakt, welche bis Mitte 2021 vermarktet wurde, erlaubte es Telekom-Kunden zusätzlich ausgewählte Inhalte von Sky Deutschland zu empfangen, darunter alle Konferenzen der Fußball-Bundesliga und der UEFA Champions League inklusive Finale sowie alle Spiele der LIQUI MOLY Handball-Bundesliga.
Im Juli 2022 startete mit der „MegaSport Option“ ein Nachfolger, der nun die Angebote von WOW (ehemals Sky Ticket), DAZN sowie Magenta Sport kombiniert.

## Sender

### Magenta Sport
| Kanal Nr. | Logo | Sendername            | Notiz | Eigentümer               | Sendezeit | Paket         | Format     |
| --------- | ---- | --------------------- | --- | ------------------------ | --------- | ------------- | ---------- |
| 300       |      | Magenta Sport         | Magenta Sport Programmübersicht | Telekom Deutschland GmbH | variabel  | Magenta TV    | 1080i HDTV |
| 301       |      | Sport 1 - myTeamTV    | Sport-Übertragungen: 3. Liga, PENNY DEL, Top-Spiele der deutschen Eishockeynationalmannschaft, FLYERALARM Frauen-Bundesliga, easyCredit BBL, MagentaSport BBL Pokal, Turkish Airlines EuroLeague, 7DAYS EuroCup, FIBA EuroBasket 2022, deutsche Basketballnationalmannschaft | thinXpool TV GmbH        | variabel  | Magenta Sport | 1080i HDTV |
| 302       |      | Sport 2 - myTeamTV    | Feed | thinXpool TV GmbH        | variabel  | Magenta Sport | 1080i HDTV |
| 303       |      | Sport 3 - myTeamTV    | Feed | thinXpool TV GmbH        | variabel  | Magenta Sport | 1080i HDTV |
| 304       |      | Sport 4 - myTeamTV    | Feed | thinXpool TV GmbH        | variabel  | Magenta Sport | 1080i HDTV |
| 305       |      | Sport 5 - myTeamTV    | Feed | thinXpool TV GmbH        | variabel  | Magenta Sport | 1080i HDTV |
| 306       |      | Sport 6 - myTeamTV    | Feed | thinXpool TV GmbH        | variabel  | Magenta Sport | 1080i HDTV |
| 307       |      | Sport 7 - myTeamTV    | Feed | thinXpool TV GmbH        | variabel  | Magenta Sport | 1080i HDTV |
| 308       |      | Sport 8 - myTeamTV    | Feed | thinXpool TV GmbH        | variabel  | Magenta Sport | 1080i HDTV |
| 309       |      | Sport 9 - myTeamTV    | Feed | thinXpool TV GmbH        | variabel  | Magenta Sport | 1080i HDTV |
| 310       |      | Sport 10 - myTeamTV   | Feed | thinXpool TV GmbH        | variabel  | Magenta Sport | 1080i HDTV |
| 311       |      | Sport 11 - myTeamTV   | Feed | thinXpool TV GmbH        | variabel  | Magenta Sport | 1080i HDTV |
| 312       |      | Sport 12 - myTeamTV   | Feed | thinXpool TV GmbH        | variabel  | Magenta Sport | 1080i HDTV |
| 313       |      | Sport 13 - myTeamTV   | Feed | thinXpool TV GmbH        | variabel  | Magenta Sport | 1080i HDTV |
| 314       |      | Sport 14 - myTeamTV   | Feed | thinXpool TV GmbH        | variabel  | Magenta Sport | 1080i HDTV |
| 315       |      | Sport 15 - myTeamTV   | Feed | thinXpool TV GmbH        | variabel  | Magenta Sport | 1080i HDTV |
| 316       |      | Sport 16 - myTeamTV   | Feed | thinXpool TV GmbH        | variabel  | Magenta Sport | 1080i HDTV |
| 317       |      | Sport 17 - myTeamTV   | Feed | thinXpool TV GmbH        | variabel  | Magenta Sport | 1080i HDTV |
| 318       |      | Sport 18 - myTeamTV   | Feed | thinXpool TV GmbH        | variabel  | Magenta Sport | 1080i HDTV |
| 319       |      | Sport Free - myTeamTV | Für Frei empfangbare Inhalte | thinXpool TV GmbH        | variabel  | Magenta TV    | 1080i HDTV |

### FC Bayern.tv live
| Kanal Nr. | Logo | Sendername        | Notiz                                                                 | Eigentümer           | Sendezeit  | Paket         | Format     |
| --------- | ---- | ----------------- | --------------------------------------------------------------------- | -------------------- | ---------- | ------------- | ---------- |
| 320       |      | FC Bayern.tv live | Tägliche Live-Inhalte, einzigartige Sendungen und exklusive Einblicke | FC Bayern München AG | 24 Stunden | Magenta Sport | 1080i HDTV |

### MegaSport Option

Logo der MegaSport Option

| Kanal Nr. | Logo | Sendername               | Notiz | Eigentümer      | Sendezeit  | Paket            | Format         |
| --------- | ---- | ------------------------ | --- | --------------- | ---------- | ---------------- | -------------- |
| 330       |      | DAZN 1                   | Alle Freitags- und Sonntagsspiele der Fußball-Bundesliga und die UEFA Champions League inklusive Konferenz. Dazu weiterer internationaler Fußball, US-Sport, Handball, Darts, Kampfsport, uvm. | DAZN Group      | variabel   | MegaSport Option | 1080i HDTV     |
| 331       |      | DAZN 2                   | Feed | DAZN Group      | variabel   | MegaSport Option | 1080i HDTV     |
| 800       |      | Sky Sport News HD        | 24-Stunden-Live-Sportnachrichtenkanal | Sky Deutschland | variabel   | MegaSport Option | 1080i HDTV     |
| 801       |      | Sky Sport 1              | Sport | Sky Deutschland | 24 Stunden | MegaSport Option | 1080i HDTV     |
| 802       |      | Sky Sport Bundesliga 1   | Spiele der Bundesliga und der 2. Bundesliga Live | Sky Deutschland | 24 Stunden | MegaSport Option | 1080i HDTV     |
| 803       |      | Sky Sport F1             | Formel 1, Formel 2, Formel 3, Porsche Supercup | Sky Deutschland | 24 Stunden | MegaSport Option | 1080i HDTV     |
| 806       |      | Sky Sport 2              | Sport | Sky Deutschland | 24 Stunden | MegaSport Option | 1080i HDTV     |
| 809       |      | Sky Sport UHD            | Ausgewählte Sportereignisse in Ultra HD Live. | Sky Deutschland | 24 Stunden | MegaSport Option | 2160p Ultra HD |
| 810       |      | Sky Sport Bundesliga UHD | Spiele der Bundesliga in UHD | Sky Deutschland | 24 Stunden | MegaSport Option | 2160p Ultra HD |
| 811       |      | Sky Sport Bundesliga 2   | * Zusätzlicher Optionskanal bei parallelen Live-Spielen der deutschen Fußball-Bundesliga und 2. Bundesliga.                                                                                    | Sky Deutschland | variabel   | MegaSport Option | 1080i HDTV     |
| 812       |      | Sky Sport Bundesliga 3   | Feed | Sky Deutschland | variabel   | MegaSport Option | 1080i HDTV     |
| 813       |      | Sky Sport Bundesliga 4   | Feed | Sky Deutschland | variabel   | MegaSport Option | 1080i HDTV     |
| 814       |      | Sky Sport Bundesliga 5   | Feed | Sky Deutschland | variabel   | MegaSport Option | 1080i HDTV     |
| 815       |      | Sky Sport Bundesliga 6   | Feed | Sky Deutschland | variabel   | MegaSport Option | 1080i HDTV     |
| 816       |      | Sky Sport Bundesliga 7   | Feed | Sky Deutschland | variabel   | MegaSport Option | 1080i HDTV     |
| 817       |      | Sky Sport Bundesliga 8   | Feed | Sky Deutschland | variabel   | MegaSport Option | 1080i HDTV     |
| 818       |      | Sky Sport Bundesliga 9   | Feed | Sky Deutschland | variabel   | MegaSport Option | 1080i HDTV     |
| 819       |      | Sky Sport Bundesliga 10  | Feed | Sky Deutschland | variabel   | MegaSport Option | 1080i HDTV     |
| 821       |      | Sky Sport 3              | Feed | Sky Deutschland | variabel   | MegaSport Option | 1080i HDTV     |
| 822       |      | Sky Sport 4              | Feed | Sky Deutschland | variabel   | MegaSport Option | 1080i HDTV     |
| 823       |      | Sky Sport 5              | Feed | Sky Deutschland | variabel   | MegaSport Option | 1080i HDTV     |
| 824       |      | Sky Sport 6              | Feed | Sky Deutschland | variabel   | MegaSport Option | 1080i HDTV     |
| 825       |      | Sky Sport 7              | Feed | Sky Deutschland | variabel   | MegaSport Option | 1080i HDTV     |
| 826       |      | Sky Sport 8              | Feed | Sky Deutschland | variabel   | MegaSport Option | 1080i HDTV     |
| 827       |      | Sky Sport 9              | Feed | Sky Deutschland | variabel   | MegaSport Option | 1080i HDTV     |
| 828       |      | Sky Sport 10             | Feed | Sky Deutschland | variabel   | MegaSport Option | 1080i HDTV     |
| 839       |      | Eurosport 1 HD           | Fußball, Tennis, Motorsport, Wintersport, Radsport | Discovery, Inc. | 24 Stunden | MegaSport Option | 1080i HDTV     |
| 840       |      | Eurosport 2 HD           | Fußball, Tennis, Motorsport, Wintersport, Radsport | Discovery, Inc. | 24 Stunden | MegaSport Option | 1080i HDTV     |